# Смигельский, Адам
А́дам Сте́фан Смиге́льский (пол. Adam Stefan Śmigielski SDB, 24.12.1933 г. Пшемысль, Польша — 7.10.2008 г., Сосновец, Польша) — первый епископ Сосновеца с 25 марта 1992 года по 7 октября 2008 год, член монашеского ордена вербистов.

## Биография
Адам Смигельский родился 24 декабря 1933 года в городе Пшемысль, Польша. После окончания средней школы поступил в монашеский орден вербистов. С 1951 по 1953 год изучал католическую теологию в Кракове и Лос-Анджелесе. В 1955 году Адам Смигельский продолжил богословское образование в Кракове, Варшаве и Люблине.
30 июня 1957 года Адам Смигельский был рукоположён в священника. В 1979 году он обучался в Папском библейском институте, по окончании которого получил научную степень доктора богословия.
С 1975 по 1981 год Адам Смигельский был ректором семинарии вербистов в Кракове. С 1986 по 1992 года был настоятелем вербистов во Вроцлаве.
25 марта 1992 года Римский папа Иоанн Павел II издал буллу Totus tuus Poloniae populus, которой учредил новую епархию Сосновеца и назначил Адама Смигельского ординарием этой епархии. 30 мая 1992 года состоялось рукоположение Адама Смигельского в епископа, которое совершил кардинал Юзеф Глемп в сослужении с краковским архиепископом кардиналом Франтишеком Махарским и ченстоховским архиепископом Станиславом Новаком.
Адам Смигельский умер 7 октября 2008 года в Сосновце.